# Phyllogomphoides luisi
Phyllogomphoides luisi är en trollsländeart som beskrevs av Gonzalez och Novelo 1990. Phyllogomphoides luisi ingår i släktet Phyllogomphoides och familjen flodtrollsländor. Inga underarter finns listade i Catalogue of Life.